# Conomurex decorus
Espèce
Synonymes
- Strombus cylindricus Swainson, 1821[2] [3]
- Strombus decorus (Röding, 1798)[4]
- Strombus mauritianus Lamarck, 1822[2] [3]

Conomurex decorus est une espèce de mollusque gastéropode de la famille des Strombidae.

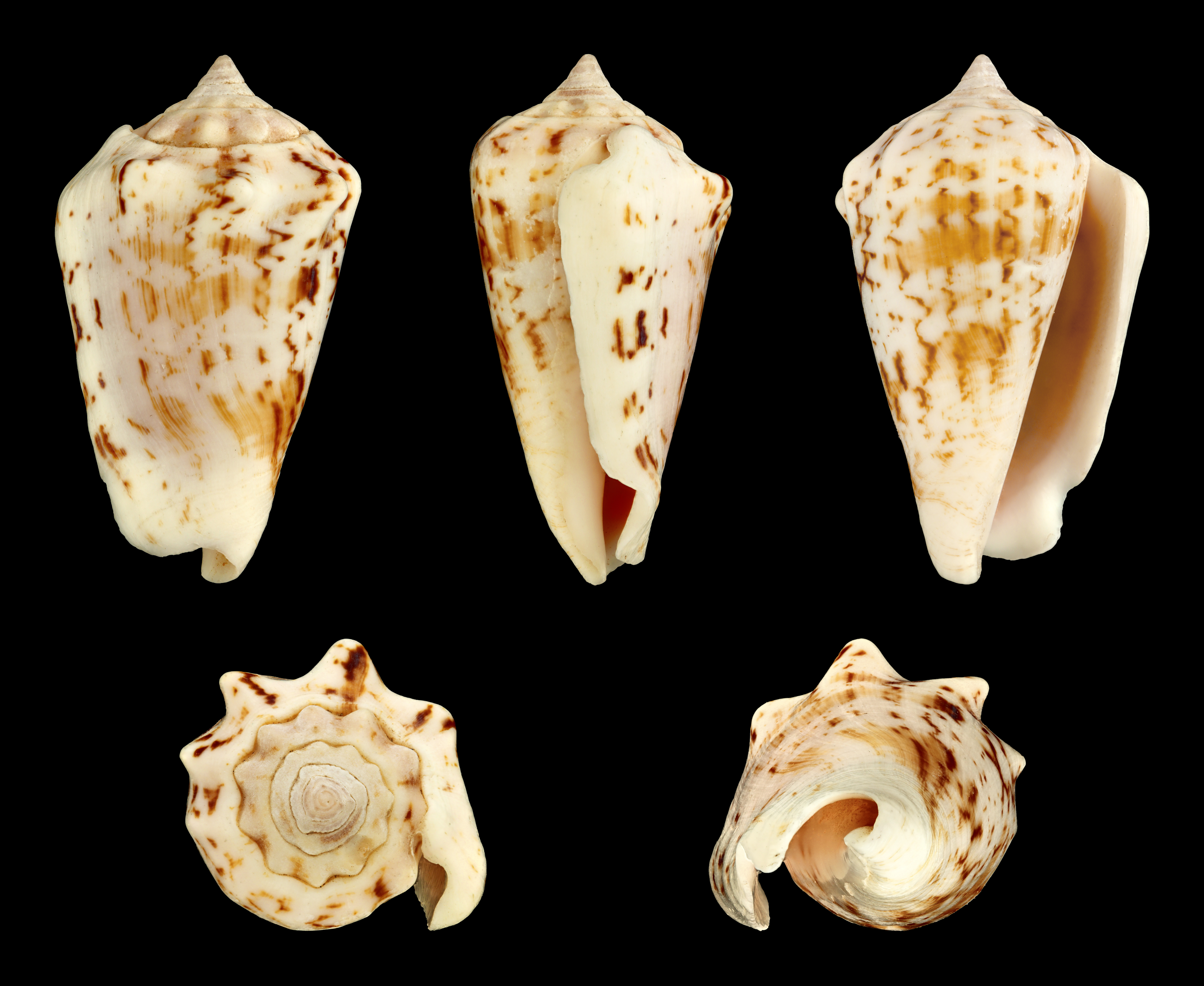
Coquille
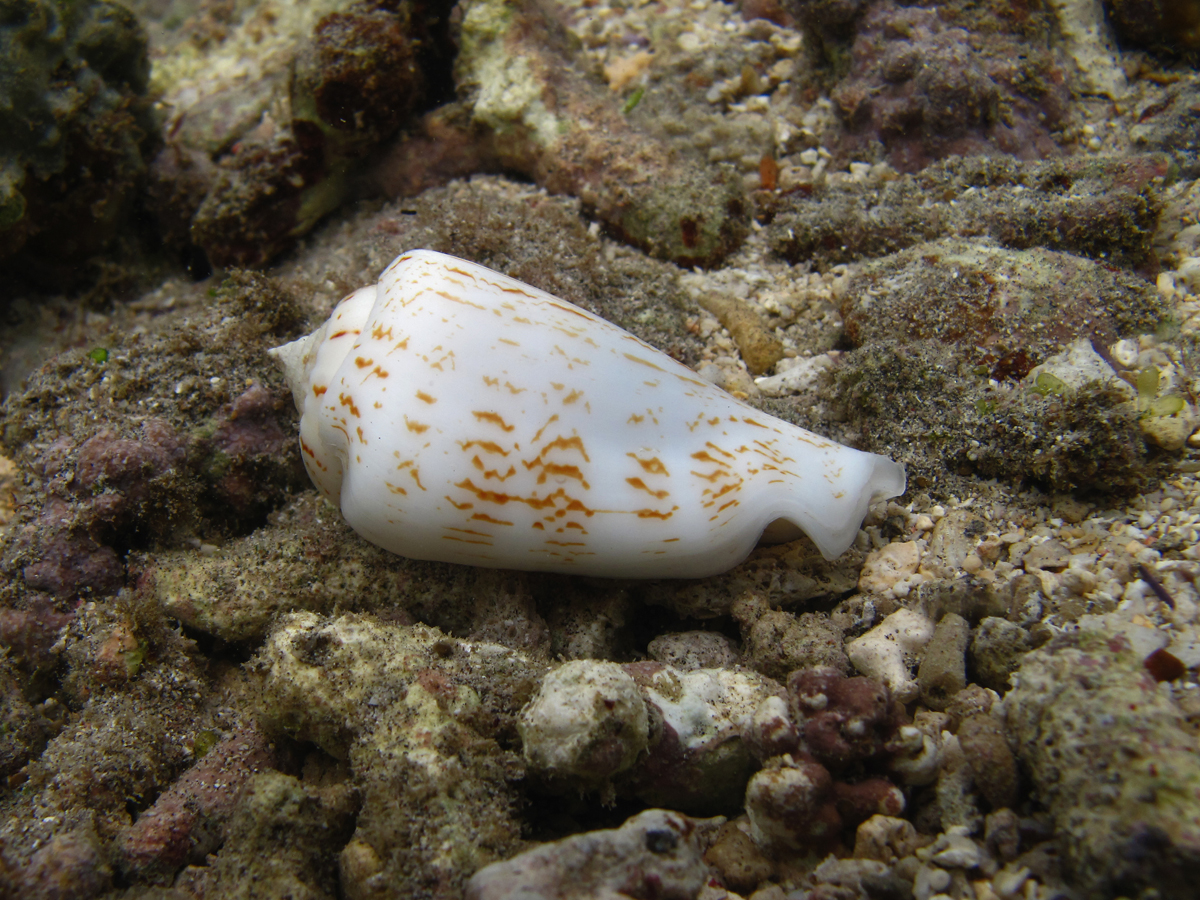
Coquille in situ